# IIBR-100
IIBR-100, також відома під назвою BriLife — кандидат на вакцину проти COVID-19, розроблений Ізраїльським інститутом біологічних досліджень. IIBR-100 є векторною вакциною, де як вектор застосовується вірус везикулярного стоматиту, який має тваринне походження, та не спричинює захворювань у людини, в якого білок шиповидних відростків оболонки вірусу замінений на білок вірусу SARS-CoV-2, що призводить до швидкої та ефективної індукції нейтралізуючих антитіл проти коронавірусу. Організм людини розпізнає білок вірусу, що експресується на оболонці клітин, що дає початок імунологічній реакції. Вакцина IIBR-100 за своїм походженням схожа на вакцину, яка вже була визнана ефективною проти вірусу Ебола.
Розробником вакцини є Ізраїльський інститут біологічних досліджень, який співпрацює з мережею лікарень «Хадасса». Заплановано, що ІІ фаза клінічного дослідження вакцини завершиться на початку травня 2021 року. Планується провести ІІІ фазу клінічного дослідження в Аргентині за участю від 24 до 30 тисяч добровольців.